# Jesús Francisco Calderón
Jesús Francisco Calderón (Salta, Argentina; 25 de abril de 1990) es un futbolista argentino. Juega como lateral por derecha y su primer equipo fue Gimnasia y Tiro de Salta. Actualmente milita en Juventud Antoniana de Salta del Torneo Regional Amateur.

## Clubes
| Club                        | País      | Año       |
| --------------------------- | --------- | --------- |
| Gimnasia y Tiro de Salta    | Argentina | 2008-2012 |
| Camioneros de Salta         | Argentina | 2013-2014 |
| Juventud Antoniana de Salta | Argentina | 2015      |
| Unión Aconquija             | Argentina | 2016-2017 |
| Chaco For Ever              | Argentina | 2017-2018 |
| San Lorenzo de Alem         | Argentina | 2018-2019 |
| Estudiantes de San Luis     | Argentina | 2019      |
| Juventud Antoniana de Salta | Argentina | 2020-2021 |
| Deportivo La Merced         | Argentina | 2021      |
| Juventud Antoniana de Salta | Argentina | 2021-?    |